# 深井镇 (建平县)
深井镇，是中华人民共和国辽宁省朝阳市建平县下辖的一个乡镇级行政单位。

## 行政区划
深井镇下辖以下地区：
深井村、康家窝铺村、章吉营子村、金沟村、勿兰勿素村、三元井村、小马厂村和宽昌沟村。